# Wetherby Road
Il Wetherby Road, noto per scopi di sponsorizzazione come EnviroVent Stadium, è uno stadio polivalente di Harrogate, in Inghilterra. Viene utilizzato principalmente per le partite di calcio, essendo lo stadio di casa dell'Harrogate Town Football Club. Lo stadio ha una capacità di 5.000 persone , ed è situato sulla A661 Wetherby Road, adiacente all'ospedale del distretto di Harrogate.

## Il terreno nel 2014 prima della ristrutturazione
Mentre l'Harrogate Town si formò nel 1914, il loro campo originale era su Starbeck Lane con il club che si trasferì in seguito a Wetherby Road. Il club ha costruito il Main Stand nel 1990 e lo sviluppo più recente è stato lo stand Hospital End, costruito nel 2014. Da settembre 2020, il terreno è stato sponsorizzato dai produttori di ventilatori locali, EnviroVent.
A causa dei regolamenti della Football League inglese che richiedono un tappeto erboso naturale, l'Harrogate ha giocato le sue prime partite casalinghe dopo la promozione del 2020 al Keepmoat Stadium di Doncaster. Il 17 ottobre, tornarono a Wetherby Road e vinsero 1-0 contro Barrow nella prima partita dell'EFL sul campo.

## Accesso
Le stazioni ferroviarie più vicine sono Harrogate e Hornbeam Park, con servizi per Leeds e York, sebbene entrambe siano a circa 20 minuti a piedi. Lo stadio è servito dalla linea 770 della Harrogate Bus Company, che collega lo stadio con la stazione degli autobus di Harrogate, Wetherby, Boston Spa, Seacroft e Leeds . C'è una fermata direttamente fuori dallo stadio pubblicizzata per il campo da calcio e l'ospedale. Secondo la zona disco della città, il parcheggio nell'area è limitato a due ore, essendo sotto la zona disco 'H' (ospedale).